# Aviculteur
Aviculteur est l'appellation administrative désignant un agriculteur spécialisé dans l'activité de l'élevage de volailles ou d'autres oiseaux.